# Лейк-Браунвуд (Техас)
Лейк-Браунвуд (англ. Lake Brownwood) — переписна місцевість (CDP) в США, в окрузі Браун штату Техас. Населення — 1462 особи (2020).

## Географія
Лейк-Браунвуд розташований за координатами 31°49′3″ пн. ш. 99°6′9″ зх. д. / 31.81750° пн. ш. 99.10250° зх. д. (31.817635, -99.102609).  За даними Бюро перепису населення США в 2010 році переписна місцевість мала площу 17,47 км², з яких 14,72 км² — суходіл та 2,75 км² — водойми.

## Демографія
Згідно з переписом 2010 року, у переписній місцевості мешкали 1532 особи в 664 домогосподарствах у складі 436 родин. Густота населення становила 88 осіб/км².  Було 973 помешкання (56/км²).
Расовий склад населення:
| - 94,6 % — білих - 0,7 % — чорних або афроамериканців - 0,1 % — вихідців з тихоокеанських островів - 0,1 % — корінних американців - 2,5 % — осіб інших рас |

До двох чи більше рас належало 1,9 %. Частка іспаномовних становила 12,7 % від усіх жителів.
За віковим діапазоном населення розподілялося таким чином: 20,8 % — особи молодші 18 років, 58,3 % — особи у віці 18—64 років, 20,9 % — особи у віці 65 років та старші. Медіана віку мешканця становила 47,0 року. На 100 осіб жіночої статі у переписній місцевості припадало 102,4 чоловіків;  на 100 жінок у віці від 18 років та старших — 100,3 чоловіків також старших 18 років.
Середній дохід на одне домашнє господарство  становив 42 389 доларів США (медіана — 38 750), а середній дохід на одну сім'ю — 53 935 доларів (медіана — 43 295). За межею бідності перебувало 21,6 % осіб, у тому числі 26,1 % дітей у віці до 18 років та 10,7 % осіб у віці 65 років та старших.
Цивільне працевлаштоване населення становило 350 осіб. Основні галузі зайнятості: освіта, охорона здоров'я та соціальна допомога — 20,6 %, транспорт — 20,3 %, будівництво — 13,4 %, виробництво — 10,9 %.